# Startleistung (Flugzeug)
Die Startleistung (englisch take-off-performance, TOP) eines Flugzeugs ist eine für jeden Flugzeugtyp wichtige Kenngröße, die vor jedem Start bezogen auf das Flugzeuggewicht bekannt sein muss. Sie beschreibt die Flugleistungen des Fluggeräts in der Startphase und ist nicht zu verwechseln mit der reinen Triebwerksleistung.
Die Startleistung hängt von vielen Faktoren ab. Hierzu zählen unter anderem das Eigengewicht beim Start, die Abfluggeschwindigkeit, die gewählte Triebwerksleistung, aber auch Umgebungsfaktoren wie Höhe des Flugplatzes über MSL, herrschende Temperatur, Luftdruck sowie Windrichtung und Windgeschwindigkeit. Des Weiteren sind Faktoren der Infrastruktur zu berücksichtigen, wie Beschaffenheit und Zustand der Start- und Landebahn (Länge, Neigung, Belag, trocken/nass/Schnee/Eis etc.) sowie Hindernisse innerhalb und außerhalb des Flugplatzareals.
Die Basisdaten, die für jeden Flugzeugtyp im TOP-Test erflogen werden, sind im Flughandbuch in Form von Grafiken oder in entsprechenden Messblättern enthalten. Diese Daten ergeben zusammen mit den aktuellen Bedingungen vor Ort die Take-off-performance, die ein Flugzeug erbringen kann. Die Berechnungen werden heute durch Verwendung von entsprechenden Computerprogrammen wesentlich erleichtert.

## Technische Erwägungen
Die Startleistung setzt sich aus drei Teilbereichen zusammen, nämlich Abheben, Steigen, und Hindernisfreiheit. Für jeden dieser Bereiche wird ein maximales Gewicht ausgerechnet, mit dem das Flugzeug in der jeweiligen Konfiguration die gesetzlichen Kriterien erfüllt. Es ergeben sich drei Werte:
- Field Limit: setzt sich zusammen aus der verfügbaren Startrollstrecke, verfügbaren Startstrecke bis zu einer Hindernisfreiheit (Screen Height), verfügbaren Startabbruchstrecke bei einem Triebwerksausfall vor der Entscheidungsgeschwindigkeit. Um hier ein großes Gewicht zu erzielen, empfiehlt sich eine hohe Klappenstellung und eine lange Startbahn.
- Climb Limit: ist ein gesetzlich vorgeschriebener Mindeststeiggradient (nach einem Triebwerksausfall), der ohne Berücksichtigung des Windes berechnet wird. Um hier ein großes Gewicht zu erzielen, ist eine geringe Klappenstellung hilfreich.
- Obstacle Limit: betrachtet die Hindernissituation in einem Korridor bis zu 900 m links und rechts des beabsichtigten Flugwegs nach einem Triebwerksausfall. Die Maximierung dieses Gewichts erfolgt über eine geringe Klappenstellung und die Auswahl einer wind- und hindernisgünstigen Startbahn.

Das geringste dieser drei Gewichte bestimmt, wie schwer das Flugzeug beim Start maximal sein darf.

## Vorschriften
Geregelt sind die gesetzlichen Erfordernisse für kommerzielle Flüge europäischer Flugzeuge in der EU OPS, abhängig von ihrer Flugleistungsklasse. Für private Flüge reicht es, die Einhaltung der Zertifizierungsspezifikationen nach EASA CS-23 oder CS-25 nachzuweisen.